# Gasteracantha mengei
Gasteracantha mengei är en spindelart som beskrevs av Eugen von Keyserling 1864. Gasteracantha mengei ingår i släktet Gasteracantha och familjen hjulspindlar. Inga underarter finns listade i Catalogue of Life.